# 金恩慶
金恩慶（1943年4月6日—2023年1月18日），江西雩都人，中華民國陸軍二級上將（退役），前任中國國民黨黃復興黨部主委，黨主席特別顧問。曾任馬祖防衛司令部司令官、軍管區司令部暨海岸巡防司令部司令、總統府戰略顧問等職。

## 生平
金恩慶畢業於中華民國陸軍軍官學校第34期砲兵科、戰爭學院68年班、陸軍指揮參謀學院戰研班、三軍大學兵研所及革命實踐研究院進修，歷任砲兵組、連長、營長、指揮官、師長、陸軍官校副校長、台東師管區兼東部地區警備司令部司令、馬祖防衛司令部司令官、次長、國防部常務次長、陸軍總部副總司令等職務。1999年2月1日，金恩慶擔任軍管區暨海岸巡防司令部司令。921大地震期間，他指導車機徵租動員，順利完成支援救災工作。
2000年5月1日，金接替王文燮擔任黃復興黨部主任委員。2003年，他因涉嫌於後備司令任內，違法挪用改善官兵生活設施的經費新台幣420萬元，於國防部三次調查後辭去總統府戰略顧問。
2023年1月18日，金病逝於新北市立聯合醫院三重院區，享壽78歲。同年2月11日上午九時，擇定臺北市第一殯儀館景行廳設奠公祭，式後遺體發引火化，靈骨奉安於國軍示範公墓國軍忠靈殿。